# 王作梅
王作梅（？—？），字巖公，號二瞻，晚號抱甕老人，河南河內縣人，中國清朝官員。
王作梅為康熙四十八年（1709年）已丑科二甲進士。雍正二年（1724年）接替楊毓健，擔任台灣府海防補盜同知，主管船政治安業務，相當於副知府。